# Sérandon
 Sérandon  (en occitano Serendon) es una comuna y población de Francia, en la región de Lemosín, departamento de Corrèze, en el distrito de Ussel y cantón de Neuvic.
Su población en el censo de 2008 era de 349 habitantes.
Está integrada en la Communauté de communes des Gorges de la haute Dordogne .

## Demografía
| 560 | 507 | 448 | 379 | 342 | 332 | 349 |
| Para los censos de 1962 a 1999 la población legal corresponde a la población sin duplicidades (Fuente: INSEE [Consultar]) |     |     |     |     |     |     |